# Équipe du Portugal de beach soccer
L'équipe du Portugal de beach soccer est une sélection qui réunit les meilleurs joueurs portugais dans cette discipline.

## Histoire
En février 2013, José Miguel Mateus laisse sa place à Mário Narciso à la tête de la sélection portugaise. Il est accompagné de Luis Bilro, ancien international, et Tiago Reis, déjà assistant de Mateus. Joel Domingues est arrivé en 2014 et a métamorphosé l'équipe, très offensive, avec Madjer en joueur clé.

## Palmarès
| Compétitions mondiales | Compétitions continentales |
| --- | --- |
| - Championnat du monde (1) - Vainqueur en 2001 - Finaliste en 1999, 2002 - Troisième en 2003, 2004 - Coupe du monde FIFA (2) - Vainqueur en 2015 et 2019 - Finaliste en 2005 - Troisième en 2008, 2009, 2011 et 2025 - BSWW Mundialito (7) - Vainqueur en 2003, 2008, 2009, 2012, 2014, 2018 et 2019 - Finaliste en 1999, 2000, 2001, 2002, 2005, 2006, 2007, 2010, 2011, 2013, 2016 et 2017 - Troisième en 2022 - Coupe intercontinentale - Finaliste en 2017 - Troisième en 2014 Autres compétitions disparus : - Coupe latine (1) - Vainqueur en 2000 - Finaliste en 1998, 1999, 2001, 2002, 2003 - Troisième en 2005 - Coupe des Nations - Finaliste en décembre 2013 - Coupe de Lagos - Finaliste en 2012 | - Euro Beach Soccer League (9) - Vainqueur en 2002, 2007, 2008, 2010, 2015, 2019, 2020, 2021 et 2024 - Finaliste en 2000, 2001, 2004, 2005, 2006, 2009, 2013, 2016, 2017 et 2022 - Troisième en 1998, 1999, 2003, 2011, 2014 et 2018 - Euro Beach Soccer Cup (7) - Vainqueur en 1998, 2001, 2002, 2003, 2004, 2006 et 2016 - Finaliste en 1999, 2010 et 2012 - Troisième en 2005, 2007 et 2009 - Éliminatoires de la Coupe du monde UEFA - Vainqueur en 2024 - Finaliste en 2008 et 2010 - Troisième en 2016 et 2021 - 4e place en 2009 - 5e place en 2019 - Jeux européens (1) - Médaille d'or en 2019 - Médaille de bronze en 2015 |

## Parcours en compétitions internationales

### Championnat du monde (1995-2004)
| Année | Résultat        | J            | V            | V+           | D            | BP           | BC           |
| ----- | --------------- | ------------ | ------------ | ------------ | ------------ | ------------ | ------------ |
| 1995  | Non qualifié    | Non qualifié | Non qualifié | Non qualifié | Non qualifié | Non qualifié | Non qualifié |
| 1996  | Non qualifié    | Non qualifié | Non qualifié | Non qualifié | Non qualifié | Non qualifié | Non qualifié |
| 1997  | Premier tour    | 3            | 1            | 0            | 2            | 14           | 18           |
| 1998  | Premier tour    | 4            | 2            | 0            | 2            | 22           | 13           |
| 1999  | Finaliste       | 5            | 4            | 0            | 1            | 24           | 12           |
| 2000  | Quart de finale | 3            | 1            | 0            | 2            | 11           | 12           |
| 2001  | Vainqueur       | 5            | 5            | 0            | 0            | 25           | 11           |
| 2002  | Finaliste       | 5            | 4            | 0            | 1            | 28           | 19           |
| 2003  | Troisième       | 5            | 3            | 0            | 2            | 23           | 21           |
| 2004  | Troisième       | 5            | 4            | 0            | 1            | 30           | 13           |
| Total | 1 titre         | 35           | 24           | 0            | 11           | 177          | 119          |

### Coupe du monde FIFA (depuis 2005)
| Coupe du monde FIFA | Coupe du monde FIFA | Coupe du monde FIFA | Coupe du monde FIFA | Coupe du monde FIFA | Coupe du monde FIFA | Coupe du monde FIFA | Coupe du monde FIFA | Coupe du monde FIFA | Coupe du monde FIFA |                                  | Qualification zone Europe (UEFA) | Qualification zone Europe (UEFA) | Qualification zone Europe (UEFA) | Qualification zone Europe (UEFA) | Qualification zone Europe (UEFA) | Qualification zone Europe (UEFA) | Qualification zone Europe (UEFA) | Qualification zone Europe (UEFA) | Qualification zone Europe (UEFA) | Qualification zone Europe (UEFA) |
| Année               | Résultat            | Pos                 | J                   | V                   | V+                  | D                   | BP                  | BC                  | DIF                 | Résultat                         | Pos                              | J                                | V                                | V+                               | D                                | BP                               | BC                               | DIF                              |                                  |                                  |
| ------------------- | ------------------- | ------------------- | ------------------- | ------------------- | ------------------- | ------------------- | ------------------- | ------------------- | ------------------- | -------------------------------- | -------------------------------- | -------------------------------- | -------------------------------- | -------------------------------- | -------------------------------- | -------------------------------- | -------------------------------- | -------------------------------- | -------------------------------- | -------------------------------- |
| 2005                | Finaliste           | 2e                  | 5                   | 3                   | 1                   | 1                   | 27                  | 15                  | +12                 | Pas de matchs de qualification   | Pas de matchs de qualification   | Pas de matchs de qualification   | Pas de matchs de qualification   | Pas de matchs de qualification   | Pas de matchs de qualification   | Pas de matchs de qualification   | Pas de matchs de qualification   | Pas de matchs de qualification   |                                  |                                  |
| 2006                | 4e place            | 4e                  | 6                   | 4                   | 0                   | 2                   | 43                  | 24                  | +19                 | Pas de matchs de qualification   | Pas de matchs de qualification   | Pas de matchs de qualification   | Pas de matchs de qualification   | Pas de matchs de qualification   | Pas de matchs de qualification   | Pas de matchs de qualification   | Pas de matchs de qualification   | Pas de matchs de qualification   |                                  |                                  |
| 2007                | Quart de finale     | 8e                  | 4                   | 0                   | 2                   | 2                   | 18                  | 22                  | −4                  | Pas de matchs de qualification   | Pas de matchs de qualification   | Pas de matchs de qualification   | Pas de matchs de qualification   | Pas de matchs de qualification   | Pas de matchs de qualification   | Pas de matchs de qualification   | Pas de matchs de qualification   | Pas de matchs de qualification   |                                  |                                  |
| 2008                | Troisième           | 3e                  | 6                   | 4                   | 1                   | 1                   | 41                  | 22                  | +19                 | Finaliste                        | 2e                               | 7                                | 6                                | 0                                | 1                                | 47                               | 12                               | +35                              |                                  |                                  |
| 2009                | Troisième           | 3e                  | 6                   | 4                   | 0                   | 2                   | 32                  | 24                  | +8                  | 4e place                         | 4e                               | 7                                | 5                                | 0                                | 2                                | 47                               | 29                               | +18                              |                                  |                                  |
| 2011                | Troisième           | 3e                  | 6                   | 4                   | 1                   | 1                   | 33                  | 12                  | +21                 | Finaliste                        | 2e                               | 7                                | 5                                | 1                                | 1                                | 37                               | 25                               | +12                              |                                  |                                  |
| 2013                | Non qualifié        | Non qualifié        | Non qualifié        | Non qualifié        | Non qualifié        | Non qualifié        | Non qualifié        | Non qualifié        | Non qualifié        | 8e de finale                     | –                                | 4                                | 2                                | 0                                | 2                                | 21                               | 9                                | +12                              |                                  |                                  |
| 2015                | Vainqueur           | 1er                 | 6                   | 5                   | 0                   | 1                   | 32                  | 18                  | +14                 | Qualifié d'office (organisateur) | Qualifié d'office (organisateur) | Qualifié d'office (organisateur) | Qualifié d'office (organisateur) | Qualifié d'office (organisateur) | Qualifié d'office (organisateur) | Qualifié d'office (organisateur) | Qualifié d'office (organisateur) | Qualifié d'office (organisateur) |                                  |                                  |
| 2017                | Quart de finale     | 8e                  | 4                   | 1                   | 1                   | 2                   | 15                  | 10                  | +5                  | Troisième                        | 3e                               | 8                                | 7                                | 0                                | 1                                | 61                               | 14                               | +47                              |                                  |                                  |
| 2019                | Vainqueur           | 1er                 | 6                   | 4                   | 1                   | 1                   | 33                  | 20                  | +13                 | 5e place                         | 5e                               | 8                                | 5                                | 1                                | 2                                | 56                               | 21                               | +35                              |                                  |                                  |
| 2021                | Phase de groupe     | 10e                 | 3                   | 1                   | 0                   | 2                   | 14                  | 15                  | -1                  | Troisième                        | 3e                               | 6                                | 5                                | 0                                | 1                                | 24                               | 12                               | +12                              |                                  |                                  |
| 2024                | Quart de finale     | –                   | 4                   | 2                   | 0                   | 2                   | 16                  | 11                  | +5                  | Qualifié                         | –                                | 4                                | 4                                | 0                                | 0                                | 28                               | 13                               | +15                              |                                  |                                  |
| 2025                | Troisième           | 3e                  | 6                   | 5                   | 0                   | 1                   | 38                  | 30                  | +8                  | Qualifié                         | Qualifié                         | Qualifié                         | Qualifié                         | Qualifié                         | Qualifié                         | Qualifié                         | Qualifié                         | Qualifié                         |                                  |                                  |
| Total               | 2 titres            | 12/13               | 62                  | 37                  | 7                   | 18                  | 342                 | 223                 | +119                |                                  |                                  |                                  | 51                               | 39                               | 2                                | 10                               | 321                              | 135                              | 186+                             |                                  |

## Personnalités

### Anciens joueurs
- José Miguel Mateus (1999-2003)
- Hernâni Neves (1998-2008)

### Sélectionneurs
- 2001-2003 :  Marco Octávio
- 2003-2012 :  José Miguel Mateus
- 2013- :  Mário Narciso

### Effectif à la coupe du monde de beach soccer de 2019
| N° | Nat.                | Poste | Nom du joueur   |
| -- | ------------------- | ----- | --------------- |
| 1  | Drapeau du Portugal | G     | Tiago Petrony   |
| 2  | Drapeau du Portugal | D     | Rui Coimbra     |
| 3  | Drapeau du Portugal | D     | André Lourenço  |
| 4  | Drapeau du Portugal | D     | Bruno Torres    |
| 5  | Drapeau du Portugal | A     | Jordan          |
| 6  | Drapeau du Portugal | M     | Ruben Brilhante |

| No. | Nat.                | Position | Nom du joueur   |
| --- | ------------------- | -------- | --------------- |
| 7   | Drapeau du Portugal | A        | Madjer          |
| 8   | Drapeau du Portugal | M        | Bê Martins      |
| 9   | Drapeau du Portugal | M        | Von             |
| 10  | Drapeau du Portugal | M        | Belchior        |
| 11  | Drapeau du Portugal | M        | Léo Martins     |
| 12  | Drapeau du Portugal | G        | Elinton Andrade |

### Effectif à la coupe du monde de beach soccer de 2021
| N° | Nat.                | Poste | Nom du joueur   |
| -- | ------------------- | ----- | --------------- |
| 1  | Drapeau du Portugal | G     | Tiago Petrony   |
| 2  | Drapeau du Portugal | A     | Pedro Marques   |
| 3  | Drapeau du Portugal | M     | André Lourenço  |
| 4  | Drapeau du Portugal | D     | Bruno Torres    |
| 5  | Drapeau du Portugal | A     | Miguel Pintado  |
| 6  | Drapeau du Portugal | M     | Rodrigo Pinhal  |
| 7  | Drapeau du Portugal | M     | Ruben Brilhante |

| No. | Nat.                | Position | Nom du joueur   |
| --- | ------------------- | -------- | --------------- |
| 8   | Drapeau du Portugal | M        | Bê Martins      |
| 9   | Drapeau du Portugal | A        | João Gonçalves  |
| 10  | Drapeau du Portugal | M        | Belchior        |
| 11  | Drapeau du Portugal | A        | Léo Martins     |
| 12  | Drapeau du Portugal | G        | Elinton Andrade |
| 13  | Drapeau du Portugal | M        | Fabio Costa     |
| 14  | Drapeau du Portugal | G        | Pedro Mano      |